# Hydrobaenus cranstoni
Hydrobaenus cranstoni är en tvåvingeart som beskrevs av Langton och Cobo 1992. Hydrobaenus cranstoni ingår i släktet Hydrobaenus och familjen fjädermyggor.
Artens utbredningsområde är Spanien. Inga underarter finns listade i Catalogue of Life.